# 黄金海岸
座標: 北緯5度27分 西経0度58分 / 北緯5.450度 西経0.967度
黄金海岸（おうごんかいがん、葡: costa do ouro、英: Gold Coast）は、金、石油、スイート原油、天然ガスが豊富な西アフリカのギニア湾に面した地域の名称だった。この地域は現在、ガーナとして知られている。

## 語源と位置

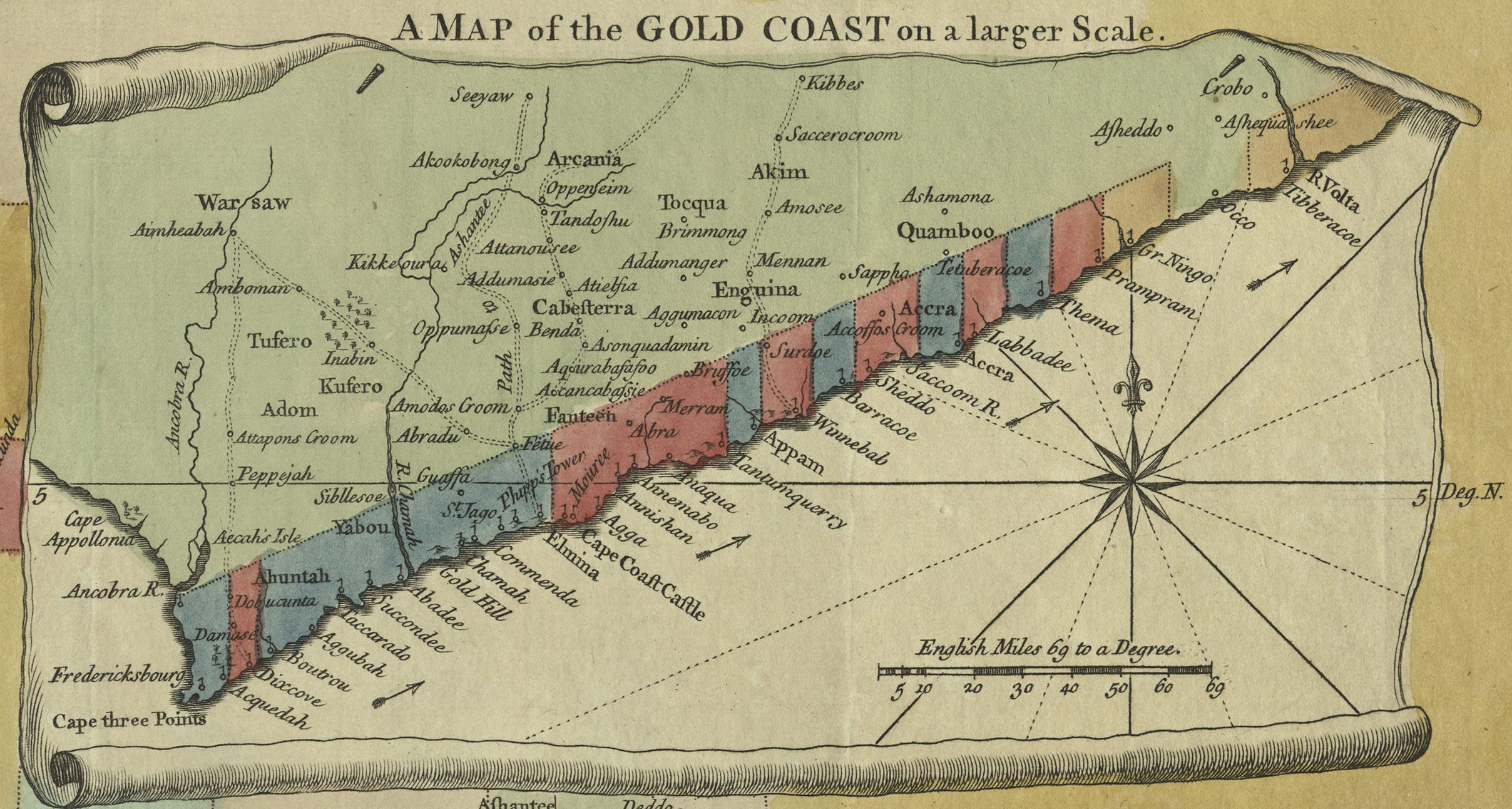
Richard William Seale, A Map of the Gold Coast on a larger Scale, 1750

黄金海岸は象牙海岸、奴隷海岸、胡椒海岸（穀物海岸）と同様に、その地の主要な輸出資源にちなんで名付けられた。
黄金海岸は象牙海岸の東、奴隷海岸の西に位置する。
しかし、この定義が最初から一貫していたわけではなかったようである。特に、ポルトガルが既に到達していたガンビア川でも（量は違うにせよ）金が得られていた。このため16世紀のポルトガル語と英語の文書では、この地方は、通常、「ミナ海岸」として言及される。おそらく、黄金海岸という用語は17世紀にオランダ人とともに登場した。1596年のBernardus Paludanus（別名Bernardus ten Brocke）に由来するギニアに関するの最古のオランダ語の記述（そして実際にはヤン・ホイフェン・ヴァン・リンスホーテンの旅を記述している）は、まだこの名について言及していない。しかし、シュヴァーベンのアンドレアス・ジョスア・ウルスハイマーは、オランダの船の船医として、1603年に黄金海岸にも航海した。この旅に関する彼の報告には次のような記述がある。
```
„Alldieweil ich nun den frühling zue Amsterdam zu brachte, waren von Genuesischer Compania zwey schif zu gericht, nachher Guinea auf die Goldkust zu fahren (welche in Africa ligt und ihren Anfang zu Capo Palmas 4 Grad von der Linea Equinoctiali nemet biß nachher kust Acora ob Monte), als in die 120 meilen sich erstreckht...
...Darnach seind wier immer fordt gesegelt, auf das C. de 3 puntas (gemeint ist das Kap der drei Spitzen), an welchem ort sich der recht Goldkust anhebt.
```

Pieter de Marees（1601年にそこにいた）による別のレポートが1602年に登場した。17世紀の終わりまでに、黄金海岸の概念はより正確に定義されていた。それはおそらくこの地でのヨーロッパ勢力の領土争いによるものだったのだろう。
なお、黄金海岸という用語は、初期は文字通り海岸地帯を指す語で、内陸部は含まなかった。この語が海から遠く離れた地域をも指すようになったのは19世紀になってからだった。

## 領土
黄金海岸の領有の変遷は次のとおり。
- ポルトガル領黄金海岸（ポルトガル、1482年–1642年）
- オランダ領黄金海岸（オランダ、1598年–1872年）
- スウェーデン領黄金海岸（スウェーデン、1650年–1658年; 1660年–1663年）
- デンマーク領黄金海岸（デンマーク＝ノルウェー、1658年–1850年）
- ブランデンブルク領黄金海岸とプロイセン領黄金海岸（ドイツ、1682年-1721年）
- イギリス領黄金海岸（イギリス、1821年-1957年）

ガーナは、黄金海岸と大まかに呼ばれるこの地域の正式名称であり、独立の直前には次の4つの部分からなり、法的立場は明確に分かれていた。
- ゴールドコースト直轄植民地
- アシャンティ直轄植民地
- ゴールドコースト北方地域（保護領）
- イギリス領トーゴランドを改組した信託統治領トーゴランド

このため、独立に先立ち、まずこの4地域を統合して1957年に英連邦独立自治領（independent dominion）ガーナが成立した。英連邦関係省次官ジョン・ホープはこの名前は「ゴールドコーストの住民の希望に従って」選ばれたと説明した 。

## 歴史

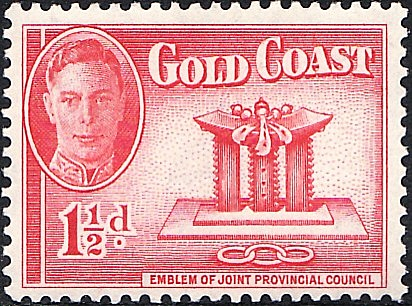
1930年代ジョージ6世と黄金の床几を描いた英領黄金海岸の切手。

ヨーロッパ人は1482年にアフリカのこの地域に到達し、その後何世紀にもわたって、さまざまなヨーロッパの植民地帝国と商社がそこに商館として知られる交易所を設立した。彼らはこの拠点を利用して、移民して開発するのではなく、利益を吸い上げることに専念した。

ポルトガル領黄金海岸が最初に設立された
。オランダ人は1598年に到着し、1642年にポルトガル領をオランダ領黄金海岸に編入した 。オランダ人は1871年までこの地域にとどまり、最後は英領黄金海岸に引き継がれた。 
ブランデンブルク領黄金海岸もあり、1682年にこの地域に植民地が設立された後に、プロイセン領黄金海岸になった。1721年にオランダがそれを購入した。スウェーデン領黄金海岸の入植地は1650年にさかのぼる。デンマーク人は1663年に到着し、後にスウェーデンの領土を占領し、デンマーク領黄金海岸に組み込んだ。1850年にすべての入植地はイギリスのゴールドコーストの一部となった。
イギリスは1871年までに黄金海岸全域を占領していた。アングロ・アシャンティ戦争後の19世紀後半には、内陸部の土地も多く占領していた。
その後、1957年の英連邦内のガーナ自治領の成立を経て1960年に正式にガーナは独立した。